# Plača
Plača je izplačilo/znesek, ki ga zaposleni dobi za opravljeno (navadno) mesečno delo oz. je nadomestilo za vložen trud in služi kot priznanje prispevka posameznika k poslovanju organizacije.  Plača je sestavljena iz fiksnega in gibljivega dela. Fiksni del tvorijo osnovna plača, ugodnosti in dodatki.
Ostali dodatki so dodatki za posebne obremenitve, dodatek za delovno dobo, pokojninsko, zdravstveno in socialno zavarovanje, nadomestilo za čas, ko delavec ne dela (porodniška, plačilo med dopustom, zaradi bolezni),  plačilo za uspešnost poslovanja, nagrade za posebne dosežke, povračilo stroškov v zvezi z delom (prehrana, prevoz, službena potovanja), drugi osebni prejemki (regres, odpravnina, solidarna pomoč) ter druge ugodnosti .
Gibljivi del plače, ki ga sestavljata nagrade in plačilo po uspešnosti,  je odvisen od tega, kako dobro posameznik opravlja svoje delo, odvisen pa je lahko tudi od uspešnosti skupine, oddelka ali celotne organizacije.  
Povezovanje plač z uspešnostjo posameznika. Pri povezovanju plač z uspešnostjo podjetja se uporabljajo različni programi nagrajevanja posameznikov, skupin ali celotne organizacije, z namenom omogočiti boljše nagrajevanje tistih, ki so k uspešnosti delovne organizacije prispevali več kot drugi. Danes so ZDA vodilne pri uveljavljanju programov plačila po uspešnosti in od tam prihaja tudi Taylorjev način plačila po kosu, ki je bil eden prvih širše uporabljenih programov plačila po uspešnosti.     
Vsako plačilo ima svojo vlogo pri zadovoljevanju različnih potreb delavcev in motiviranju zaposlenih.  Z osnovno plačo posameznika motiviramo za napredovanje na delovna mesta, ki zahtevajo več spretnosti, znanja in odgovornosti, kompetenc, plačilo za uspešnost pa spodbuja posameznika k boljšemu  in učinkovitejšemu opravljanju svojega dela.

### Plačni sistem
Celovit sistem plač in nagrajevanja zajema vse, kar delodajalec nudi zaposlenemu. Poleg plače in nagrad, spadajo sem še spodbudno delovno okolje, privlačna prihodnost in osebna rast.
Cilj sistema plač je podpreti izvajanje poslovne strategije podjetja ter tako posledično prispevati k uspešnosti in povečevanju konkurenčnosti organizacije. Plačni sistem mora prispevati k večji učinkovitosti in uspešnosti zaposlenih, biti mora pravičen tako za zaposlene kot tudi za delodajalce, stroške dela mora zadržati v načrtovanih okvirih organizacije in mora ustrezati veljavnim zakonskim določilom v državi, kjer ima organizacija svoj sedež.
Pri načrtovanju plačnega sistema je treba upoštevati analizo okolja (socialni sporazum, zakonske omejitve in trg dela), poslovno strategijo (vrednote podjetja in  ključne  točke uspeha) ter kadrovske strategije (poznavanje prednosti in slabosti kadrov).
Z ustreznim sistemom plač (in nagrajevanja), ki ga oblikuje vodstveni kader delovne organizacije, vpliva organizacija na doseganje višje uspešnosti zaposlenih na tri načine, in sicer: s povečanjem  kakovosti in človekovih zmožnosti v organizaciji, s povečanjem motivacije in z nadziranjem stroškov dela.